# Isabel Cueto
Isabel Cueto (ur. 3 grudnia 1968 w Kehl) – niemiecka tenisistka.
Zwyciężczyni 5 turniejów w grze pojedynczej – Båstad, lipiec 1988; Ateny, lipiec-sierpień 1988; Estoril, lipiec 1989; Sofia, lipiec 1989; Palermo, lipiec 1990. Nie odnosiła sukcesów w turniejach wielkoszlemowych, kończąc występy najdalej na 3. rundach. Reprezentowała Niemcy w Fed Cup oraz Pucharze Hopmana (gra mieszana, 1991, z Carlem-Uwe Steebem).